# Aleksander Bosak
Aleksander "Alex" Bosak (14 augustus 1993) is een Pools autocoureur.

## Carrière
Bosak begon zijn autosportcarrière in 2007 in het karting en eindigde als elfde in het Poolse kartkampioenschap, wat hij in 2009 won. In 2009 eindigde hij ook als tweede in de Easykart 125-klasse van het Europese kartkampioenschap. In 2010 stapte hij over naar de KF2-klasse in het Italiaanse kartkampioenschap.
In 2012 maakte Bosak de overstap naar het formuleracing, waarbij hij uitkwam in de Formule Renault 2.0 Alps voor het team One Racing. Met een achttiende plaats op het Circuit de Pau als beste resultaat eindigde hij zonder punten als 39e in het kampioenschap. Daarnaast nam hij voor One Racing deel aan het raceweekend op de Red Bull Ring in de Formule Renault 2.0 NEC.
In 2013 bleef Bosak in de Alps rijden, maar stapte hij over naar SMP Racing by Koiranen GP. Met een twaalfde plaats tijdens de laatste race op het Autodromo Enzo e Dino Ferrari als beste resultaat eindigde hij zonder punten als dertigste in het kampioenschap. Ook nam hij voor AV Formula deel aan de laatste drie raceweekenden van de NEC, waarin hij met vijftien punten als 39e in het kampioenschap eindigde. Daarnaast reed hij in drie raceweekenden als gastrijder in de Eurocup Formule Renault 2.0 voor Koiranen en Interwetten Racing.
In de winter van 2014 begon Bosak in de Florida Winter Series, waarin hij eenmaal van pole position mocht vertrekken en een vijfde plaats op de Sebring International Raceway zijn beste resultaat was. Hierna keerde hij terug naar de Alps, waarin hij uitkwam voor het Prema Powerteam. Hij eindigde vijfmaal in de top 10 van een race en eindigde met 37 punten als elfde in het kampioenschap. Ook reed hij op Spa-Francorchamps een raceweekend als gastrijder in de Eurocup voor Prema.
In 2015 maakte Bosak zijn debuut in de GP3 Series voor het team Arden International. Hij behaalde enkel vier punten met een achtste plaats op Spa-Francorchamps, waarmee hij twintigste werd in de eindstand.
In 2016 zou Bosak de overstap maken naar de Formule V8 3.5 voor het team Pons Racing, maar dat team trok zich voor de start van het seizoen terug.